# Final de la Liga de Campeones de la UEFA 2020-21
La final de la Liga de Campeones de la UEFA 2020-21 fue la 66.ª final del principal torneo europeo de clubes de fútbol organizado por la UEFA, la 26.ª bajo la actual denominación de la competición. En un principio se designó el estadio del Estambul Başakşehir de Turquía en el estadio Başakşehir Arena, pero debido a la Pandemia de COVID-19 se disputó en el Estadio do Dragão de Oporto (Portugal) el 29 de mayo de 2021

## Ceremonia de apertura
El encargado de abrir la ceremonia de apertura de la Final, fue el DJ estadounidense Marshmello, que contó con la colaboración de la cantante norteamericana Selena Gómez, que fue la tercera artista femenina en hacerlo, tras Alicia Keys en 2016 y Dua Lipa en 2018.

## Finalistas
En negrita, las finales ganadas.
| Equipos         | Finales jugadas anteriormente |
| --------------- | ----------------------------- |
| Manchester City | Ninguna                       |
| Chelsea         | 2007-08, 2011-12              |

## Sede

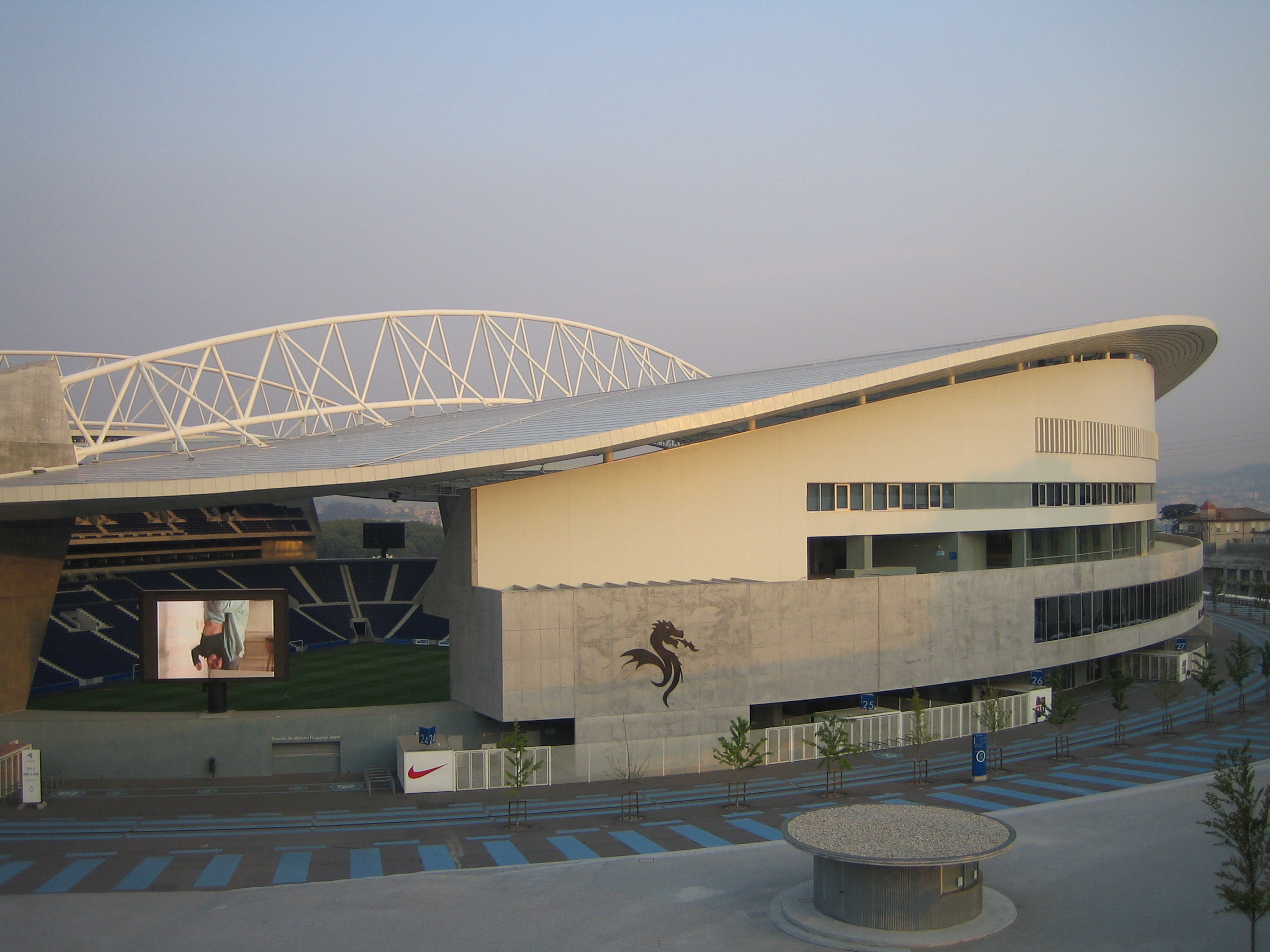
Imagen del exterior del estadio O Dragão

Originalmente, la sede de la final de la Liga de Campeones 2020-21 iba a ser el Estadio Krestovski de San Petersburgo. En marzo de 2020 la pandemia de COVID-19 obligó a suspender la edición de esa temporada, cuya reanudación, de cuartos de final en adelante, se disputó en Lisboa. Debido a eso, las sedes asignadas para las finales posteriores se desplazaron un año y el Estadio Olímpico Atatürk, el recinto que iba a albergar la final de 2020, pasó a ser la sede de la final de 2021, mientras que el estadio del Zenit pasó a acoger la de 2022.
El 13 de mayo de 2021 la UEFA anunció oficialmente que la final se celebraría en el Estádio do Dragão de Oporto por las complicaciones logísticas que implicaba ingresar a Turquía para los aficionados ingleses producto de las reglamentaciones de turismo en el país relacionadas al COVID-19. La UEFA compensó a Turquía otorgando los derechos de organizar la final de 2023.
| Portugal                     |                   |                   |                   |
| Ciudad                       | Estadio           |                   |                   |
| Oporto                       | Estádio do Dragão | Estádio do Dragão | Estádio do Dragão |
|                              |                   |                   |                   |
| 50 033 espectadores          |                   |                   |                   |
| Final Liga de Campeones 2021 |                   |                   |                   |

## Partidos de clasificación para la final
| GRUPO C               | Pts. | PJ | PG | PE | PP | GF | GC | Dif |
| --------------------- | ---- | -- | -- | -- | -- | -- | -- | --- |
| Manchester City       | 16   | 6  | 5  | 1  | 0  | 13 | 1  | 12  |
| Porto                 | 13   | 6  | 4  | 1  | 1  | 10 | 3  | 7   |
| Olympiakos            | 3    | 6  | 1  | 0  | 5  | 2  | 10 | -8  |
| Olympique de Marsella | 3    | 6  | 1  | 0  | 5  | 2  | 13 | -11 |

| GRUPO E   | Pts. | PJ | PG | PE | PP | GF | GC | Dif |
| --------- | ---- | -- | -- | -- | -- | -- | -- | --- |
| Chelsea   | 14   | 6  | 4  | 2  | 0  | 14 | 2  | 12  |
| Sevilla   | 13   | 6  | 4  | 1  | 1  | 9  | 8  | 1   |
| Krasnodar | 5    | 6  | 1  | 2  | 3  | 6  | 11 | -5  |
| Rennes    | 1    | 6  | 0  | 1  | 5  | 3  | 11 | -8  |

## Partido

### Ficha
| 31    | POR   | Ederson Moraes      |     |
| 2     | DEF   | Kyle Walker         |     |
| 5     | DEF   | John Stones         |     |
| 3     | DEF   | Rúben Dias          |     |
| 11    | DEF   | Oleksandr Zinchenko |     |
| 8     | MED   | İlkay Gündoğan      |     |
| 17    | MED   | Kevin De Bruyne     | 60' |
| 20    | MED   | Bernardo Silva      | 64' |
| 26    | DEL   | Riyad Mahrez        |     |
| 47    | DEL   | Phil Foden          |     |
| 7     | DEL   | Raheem Sterling     | 77' |
| D. T. | D. T. | Pep Guardiola       |     |

| 16    | POR   | Édouard Mendy     |     |
| 6     | DEF   | Thiago Silva      | 39' |
| 24    | DEF   | Reece James       |     |
| 2     | DEF   | Antonio Rüdiger   |     |
| 28    | DEF   | César Azpilicueta |     |
| 21    | DEF   | Ben Chilwell      |     |
| 7     | MED   | N'Golo Kanté      |     |
| 5     | MED   | Jorginho          |     |
| 19    | MED   | Mason Mount       | 80' |
| 29    | MED   | Kai Havertz       |     |
| 11    | DEL   | Timo Werner       | 66' |
| D. T. | D. T. | Thomas Tuchel     |     |

| 9  | DEL | Gabriel Jesus | 60' |
| 25 | MED | Fernandinho   | 64' |
| 10 | DEL | Sergio Agüero | 77' |

| 4  | DEF | Andreas Christensen | 39' |
| 10 | MED | Christian Pulisic   | 66' |
| 17 | MED | Mateo Kovačić       | 80' |

| 42' | Kai Havertz | 0-1 |

| 35' · 88' | İlkay Gündoğan Gabriel Jesus |

| 57' · | Antonio Rüdiger |

| Principal  | Antonio Mateu Lahoz            |
| Asistentes | Pau Cebrián Devis              |
|            | Roberto Díaz Pérez del Palomar |
| Cuarto     | Carlos del Cerro Grande        |

| VAR            | Alejandro Hernández Hernández |
| Asistentes VAR | Juan Martínez Munuera         |
|                | Íñigo Prieto López de Cerain  |
|                | Paweł Gil                     |

|                    |     |     |
| Tiros              | 9   | 8   |
| Tiros a puerta     | 3   | 2   |
| Faltas             | 14  | 13  |
| Saques de esquina  | 3   | 1   |
| Penaltis           | 0   | 0   |
| Fueras de juego    | 1   | 3   |
| Posesión del balón | 61% | 39% |

| Alineación inicial |

| 31    | POR   | Ederson Moraes      |     |
| 2     | DEF   | Kyle Walker         |     |
| 5     | DEF   | John Stones         |     |
| 3     | DEF   | Rúben Dias          |     |
| 11    | DEF   | Oleksandr Zinchenko |     |
| 8     | MED   | İlkay Gündoğan      |     |
| 17    | MED   | Kevin De Bruyne     | 60' |
| 20    | MED   | Bernardo Silva      | 64' |
| 26    | DEL   | Riyad Mahrez        |     |
| 47    | DEL   | Phil Foden          |     |
| 7     | DEL   | Raheem Sterling     | 77' |
| D. T. | D. T. | Pep Guardiola       |     |

| 16    | POR   | Édouard Mendy     |     |
| 6     | DEF   | Thiago Silva      | 39' |
| 24    | DEF   | Reece James       |     |
| 2     | DEF   | Antonio Rüdiger   |     |
| 28    | DEF   | César Azpilicueta |     |
| 21    | DEF   | Ben Chilwell      |     |
| 7     | MED   | N'Golo Kanté      |     |
| 5     | MED   | Jorginho          |     |
| 19    | MED   | Mason Mount       | 80' |
| 29    | MED   | Kai Havertz       |     |
| 11    | DEL   | Timo Werner       | 66' |
| D. T. | D. T. | Thomas Tuchel     |     |

| 9  | DEL | Gabriel Jesus | 60' |
| 25 | MED | Fernandinho   | 64' |
| 10 | DEL | Sergio Agüero | 77' |

| 4  | DEF | Andreas Christensen | 39' |
| 10 | MED | Christian Pulisic   | 66' |
| 17 | MED | Mateo Kovačić       | 80' |

| 42' | Kai Havertz | 0-1 |

| 35' · 88' | İlkay Gündoğan Gabriel Jesus |

| 57' · | Antonio Rüdiger |

| Principal  | Antonio Mateu Lahoz            |
| Asistentes | Pau Cebrián Devis              |
|            | Roberto Díaz Pérez del Palomar |
| Cuarto     | Carlos del Cerro Grande        |

| VAR            | Alejandro Hernández Hernández |
| Asistentes VAR | Juan Martínez Munuera         |
|                | Íñigo Prieto López de Cerain  |
|                | Paweł Gil                     |

|                    |     |     |
| Tiros              | 9   | 8   |
| Tiros a puerta     | 3   | 2   |
| Faltas             | 14  | 13  |
| Saques de esquina  | 3   | 1   |
| Penaltis           | 0   | 0   |
| Fueras de juego    | 1   | 3   |
| Posesión del balón | 61% | 39% |

| Alineación inicial |

| 31    | POR   | Ederson Moraes      |     |
| 2     | DEF   | Kyle Walker         |     |
| 5     | DEF   | John Stones         |     |
| 3     | DEF   | Rúben Dias          |     |
| 11    | DEF   | Oleksandr Zinchenko |     |
| 8     | MED   | İlkay Gündoğan      |     |
| 17    | MED   | Kevin De Bruyne     | 60' |
| 20    | MED   | Bernardo Silva      | 64' |
| 26    | DEL   | Riyad Mahrez        |     |
| 47    | DEL   | Phil Foden          |     |
| 7     | DEL   | Raheem Sterling     | 77' |
| D. T. | D. T. | Pep Guardiola       |     |

| 16    | POR   | Édouard Mendy     |     |
| 6     | DEF   | Thiago Silva      | 39' |
| 24    | DEF   | Reece James       |     |
| 2     | DEF   | Antonio Rüdiger   |     |
| 28    | DEF   | César Azpilicueta |     |
| 21    | DEF   | Ben Chilwell      |     |
| 7     | MED   | N'Golo Kanté      |     |
| 5     | MED   | Jorginho          |     |
| 19    | MED   | Mason Mount       | 80' |
| 29    | MED   | Kai Havertz       |     |
| 11    | DEL   | Timo Werner       | 66' |
| D. T. | D. T. | Thomas Tuchel     |     |

| 9  | DEL | Gabriel Jesus | 60' |
| 25 | MED | Fernandinho   | 64' |
| 10 | DEL | Sergio Agüero | 77' |

| 4  | DEF | Andreas Christensen | 39' |
| 10 | MED | Christian Pulisic   | 66' |
| 17 | MED | Mateo Kovačić       | 80' |

| 42' | Kai Havertz | 0-1 |

| 35' · 88' | İlkay Gündoğan Gabriel Jesus |

| 57' · | Antonio Rüdiger |

| Principal  | Antonio Mateu Lahoz            |
| Asistentes | Pau Cebrián Devis              |
|            | Roberto Díaz Pérez del Palomar |
| Cuarto     | Carlos del Cerro Grande        |

| VAR            | Alejandro Hernández Hernández |
| Asistentes VAR | Juan Martínez Munuera         |
|                | Íñigo Prieto López de Cerain  |
|                | Paweł Gil                     |

|                    |     |     |
| Tiros              | 9   | 8   |
| Tiros a puerta     | 3   | 2   |
| Faltas             | 14  | 13  |
| Saques de esquina  | 3   | 1   |
| Penaltis           | 0   | 0   |
| Fueras de juego    | 1   | 3   |
| Posesión del balón | 61% | 39% |

| Alineación inicial |

| 31    | POR   | Ederson Moraes      |     |
| 2     | DEF   | Kyle Walker         |     |
| 5     | DEF   | John Stones         |     |
| 3     | DEF   | Rúben Dias          |     |
| 11    | DEF   | Oleksandr Zinchenko |     |
| 8     | MED   | İlkay Gündoğan      |     |
| 17    | MED   | Kevin De Bruyne     | 60' |
| 20    | MED   | Bernardo Silva      | 64' |
| 26    | DEL   | Riyad Mahrez        |     |
| 47    | DEL   | Phil Foden          |     |
| 7     | DEL   | Raheem Sterling     | 77' |
| D. T. | D. T. | Pep Guardiola       |     |

| 16    | POR   | Édouard Mendy     |     |
| 6     | DEF   | Thiago Silva      | 39' |
| 24    | DEF   | Reece James       |     |
| 2     | DEF   | Antonio Rüdiger   |     |
| 28    | DEF   | César Azpilicueta |     |
| 21    | DEF   | Ben Chilwell      |     |
| 7     | MED   | N'Golo Kanté      |     |
| 5     | MED   | Jorginho          |     |
| 19    | MED   | Mason Mount       | 80' |
| 29    | MED   | Kai Havertz       |     |
| 11    | DEL   | Timo Werner       | 66' |
| D. T. | D. T. | Thomas Tuchel     |     |

| 9  | DEL | Gabriel Jesus | 60' |
| 25 | MED | Fernandinho   | 64' |
| 10 | DEL | Sergio Agüero | 77' |

| 4  | DEF | Andreas Christensen | 39' |
| 10 | MED | Christian Pulisic   | 66' |
| 17 | MED | Mateo Kovačić       | 80' |

| 42' | Kai Havertz | 0-1 |

| 35' · 88' | İlkay Gündoğan Gabriel Jesus |

| 57' · | Antonio Rüdiger |

| Principal  | Antonio Mateu Lahoz            |
| Asistentes | Pau Cebrián Devis              |
|            | Roberto Díaz Pérez del Palomar |
| Cuarto     | Carlos del Cerro Grande        |

| VAR            | Alejandro Hernández Hernández |
| Asistentes VAR | Juan Martínez Munuera         |
|                | Íñigo Prieto López de Cerain  |
|                | Paweł Gil                     |

|                    |     |     |
| Tiros              | 9   | 8   |
| Tiros a puerta     | 3   | 2   |
| Faltas             | 14  | 13  |
| Saques de esquina  | 3   | 1   |
| Penaltis           | 0   | 0   |
| Fueras de juego    | 1   | 3   |
| Posesión del balón | 61% | 39% |

| Alineación inicial |

| Bandera de Inglaterra |
| Campeón Chelsea FC    |
| 2.º título            |